# Heilig Kruiskerk (Korbeek-Lo)
De Heilig Kruiskerk is een kerkgebouw in Korbeek-Lo in de Belgische gemeente Bierbeek in de provincie Vlaams-Brabant. De kerk staat aan de Bierbeekstraat omgeven door een ommuurd kerkhof. Achter de kerk bevindt zich de Corbeek-hoeve of Caluwaershoeve die dateert uit de 18e eeuw.
De kerk is de parochiekerk van het dorp en gewijd aan het Heilig Kruis.

## Opbouw
Het gebouw is opgetrokken in baksteen en zandsteen en bestaat uit een ingebouwde westtoren, een eenbeukig schip met vijf traveeën en een vijfzijdig gesloten koor. De toren heeft een ingesnoerde naaldspits en aan iedere zijde een rondboogvormig galmgat en een uurwerk. De beuk en het koor hebben steunberen en rondboogvensters. De beuk wordt overwelft door een ingedrukt tongewelf, voorzien van classicistische sluitstenen en dropmotieven onder een rechthoekige vensteromlijsting, en het koor wordt overwelft door kruisribgewelven, voorzien van platte ribben die steunen op kraagstenen die classicistisch geprofileerd zijn. Het koor heeft een barokinslag, en de toren, bijgebouwen en de westelijke travee van het schip zijn in classicistische stijl opgetrokken. 

## Geschiedenis
In 1107 stond op dezelfde plaats een kerkgebouw.
Sinds de 16e eeuw was deze verbonden met de Abdij van 't Park.
In 1687 vernieuwde men de kerk volledig en kreeg het een eenvoudige barokstijl. Uit die tijd stammen de opvallende witte stenen banden die verwerkt zijn in de verder bakstenen muur.
In 1715 vernieuwde men het schip van de kerk en kreeg het een rococostijl.
In 1852 bouwde men de toren naar het ontwerp van architect Alexander van Arenbergh.